# Municipio de New Solum
El municipio de New Solum (en inglés: New Solum Township) es un municipio ubicado en el condado de Marshall en el estado estadounidense de Minnesota. En el año 2010 tenía una población de 325 habitantes y una densidad poblacional de 2,71 personas por km².

## Geografía
El municipio de New Solum se encuentra ubicado en las coordenadas 48°13′47″N 96°18′12″O / 48.22972, -96.30333. Según la Oficina del Censo de los Estados Unidos, el municipio tiene una superficie total de 119.77 km², de la cual 119,77 km² corresponden a tierra firme y (0 %) 0 km² es agua.

## Demografía
Según el censo de 2010, había 325 personas residiendo en el municipio de New Solum. La densidad de población era de 2,71 hab./km². De los 325 habitantes, el municipio de New Solum estaba compuesto por el 95,08 % blancos, el 3,38 % eran afroamericanos, el 0,92 % eran isleños del Pacífico y el 0,62 % eran de una mezcla de razas. Del total de la población el 2,15 % eran hispanos o latinos de cualquier raza.